# Rhynchodoras xingui
Rhynchodoras xingui is een straalvinnige vissensoort uit de familie van de doornmeervallen (Doradidae). De wetenschappelijke naam van de soort is voor het eerst geldig gepubliceerd in 1961 door Klausewitz & Rössel.